# Frank Márton
Frank Márton (Budapest, 1993. december 23. –) magyar prózaíró.

## Élete
Tanárszülők gyereke. Már egészen kisgyerekként (hét-nyolc évesen) is történeteket írt.
22 éves volt, amikor a Páratlanok első részét megírta 2017-ben, egy év alatt. A következő két évben a Ciceró Könyvstúdiónál a második és a harmadik rész is megjelent. 2021-ben pedig a sorozat A Páratlanok világa képes enciklopédiával egészült ki.
Trilógiája az iskolákban országszerte ajánlott (Budapesti  Fazekas Mihály Gyakorló Általános Iskola és Gimnázium, Fényi Gyula Jezsuita Gimnázium, Kollégium és Óvoda) vagy kötelező olvasmánnyá vált (Dunakeszi Szent István Általános Iskola). 2022 júniusában pedig A világ peremén a felvidéki magyar diákoknak szóló, országos Katedra Irodalomverseny központi témája volt.
Bár a történet egy ifjúsági regénysorozat, komolyabb mondanivalója is van. A három köteten végigvonuló fő motívum a mások kihasználása. Annak kérdése, hogy a jó cél feljogosíthat-e a rosszra, valamint az önzés és az önzetlenség. A környezetét tönkretevő emberiség önzése az egyik oldalon, és az áldozathozatal, mint ennek ellenpontja.
2023 júniusában Vadhatár címen a GABO Kiadó gondozásában megjelent első felnőtteknek szóló regénye, mely az állat-ember-természet hármas kapcsolatra közelít rá, az emberi viszonyok közt kitapintható állatias mintázatokra, és a természet parancsait és elemi törvényeit egyszerre meghaladó és megszegő ember pusztító jelenlétére.
Novelláit (Amikor a csengő szól, Holdköltők társasága) szépirodalmi lapok publikálják.[pontosabban?]
Kedvenc írói: Dosztojevszkij, William Golding, J. D. Salinger.

## Művei
- Páratlanok 1. – A világ peremén. Ciceró Könyvstúdió, 2017
- Páratlanok 2. – Két tűz között. Ciceró Könyvstúdió, 2018
- Páratlanok 3. – Az áldozat. Ciceró Könyvstúdió, 2019
- A Páratlanok világa Enciklopédia. Ciceró Könyvstúdió, 2021
- Vadhatár. GABO, 2023
- Különös kacatok krónikája – Zokni feljegyzései. Ciceró Könyvstúdió, 2024

## Díjak, helyezések
- 2017 Hónap legjobb könyve (Szívünk rajta) – Páratlanok I. A világ peremén
- 2018 Legjobb tíz elsőkönyves szerző (Margó-díj)[6]
- 2018 Top 25 ifjúsági regény (Magyar Gyermekirodalmi Intézet)[7]